# Fredi Walker
Fredi Walker is een Amerikaans actrice. Haar Broadwaydebuut was dat van de lesbische advocaat Joanne Jefferson, die een relatie heeft met Maureen Johnson (Idina Menzel) in de succesvolle rockmusical RENT in 1996. Ze speelde ook de rol van Rafiki in The Lion King. Ze speelde niet in de verfilming van Rent in 2005, vanwege haar leeftijd. Ze werd vervangen door Tracie Thoms.